# Eerste divisie 2001/02 (nacompetitie)/Wedstrijden
Het Nederlandse Eerste divisie voetbal uit het seizoen 2001/02 kende aan het einde van de reguliere competitie een nacompetitie. Alleen de kampioen van de Eerste divisie promoveerde rechtstreeks naar de Eredivisie. Behalve de vier periodekampioenen en de twee hoogst geklasseerde clubs zonder periodetitel namen ook de nummers 16 en 17 van de eredivisie hieraan deel. De acht clubs werden verdeeld over twee poules, beide poulewinnaars veroverden een plaats in de Eredivisie.
Winnaars van deze dertigste editie werden RBC Roosendaal en Excelsior.

## Speelronde 1

### Groep A
|                  |                                                                   |       |                  |                                                                                      |
| 8 mei 2002 19:00 | FC Den Bosch                                                      | 3 – 1 | Emmen            | Stadion: De Vliert, 's-Hertogenbosch Toeschouwers: 3.437 Scheidsrechter: Ruud Bossen |
| 8 mei 2002 19:00 | Koen van de Laak 41' Jan Michels 43' (pen.) Fabian de Freitas 80' |       | 64' Paul Weerman | Stadion: De Vliert, 's-Hertogenbosch Toeschouwers: 3.437 Scheidsrechter: Ruud Bossen |
| 8 mei 2002 19:00 |                                                                   |       |                  | Stadion: De Vliert, 's-Hertogenbosch Toeschouwers: 3.437 Scheidsrechter: Ruud Bossen |
| 8 mei 2002 19:00 |                                                                   |       |                  | Stadion: De Vliert, 's-Hertogenbosch Toeschouwers: 3.437 Scheidsrechter: Ruud Bossen |
|                  |                                                                   |       |                  |                                                                                      |

|                  |                                     |       |                    |                                                                                           |
| 7 mei 2002 20:00 | RBC Roosendaal                      | 2 – 1 | Cambuur Leeuwarden | Stadion: Vast & Goed Stadion, Roosendaal Toeschouwers: 3.250 Scheidsrechter: René Temmink |
| 7 mei 2002 20:00 | Sander Keller 21' Damien Hertog 51' |       | 77' Rodney Cairo   | Stadion: Vast & Goed Stadion, Roosendaal Toeschouwers: 3.250 Scheidsrechter: René Temmink |
| 7 mei 2002 20:00 |                                     |       |                    | Stadion: Vast & Goed Stadion, Roosendaal Toeschouwers: 3.250 Scheidsrechter: René Temmink |
| 7 mei 2002 20:00 |                                     |       |                    | Stadion: Vast & Goed Stadion, Roosendaal Toeschouwers: 3.250 Scheidsrechter: René Temmink |
|                  |                                     |       |                    |                                                                                           |

### Groep B
|                  |                              |       |                                                       |                                                                                 |
| 8 mei 2002 18:45 | ADO Den Haag                 | 3 – 3 | Sparta Rotterdam                                      | Stadion: Zuiderpark, Den Haag Toeschouwers: 6.211 Scheidsrechter: Roelof Luinge |
| 8 mei 2002 18:45 | Peter Hofstede 21', 37', 83' |       | 20' Danny Koevermans 40' Marilia 67' Nourdin Boukhari | Stadion: Zuiderpark, Den Haag Toeschouwers: 6.211 Scheidsrechter: Roelof Luinge |
| 8 mei 2002 18:45 |                              |       |                                                       | Stadion: Zuiderpark, Den Haag Toeschouwers: 6.211 Scheidsrechter: Roelof Luinge |
| 8 mei 2002 18:45 |                              |       |                                                       | Stadion: Zuiderpark, Den Haag Toeschouwers: 6.211 Scheidsrechter: Roelof Luinge |
|                  |                              |       |                                                       |                                                                                 |

|                  |                                                         |       |                               |                                                                                  |
| 7 mei 2002 20:00 | Excelsior                                               | 4 – 2 | FC Volendam                   | Stadion: Woudestein, Rotterdam Toeschouwers: 2.465 Scheidsrechter: Ben Haverkort |
| 7 mei 2002 20:00 | Thomas Buffel 12', 86' Steve Olfers 58' Brian Pinas 78' |       | 70' Dion Esajas 82' Yuri Rose | Stadion: Woudestein, Rotterdam Toeschouwers: 2.465 Scheidsrechter: Ben Haverkort |
| 7 mei 2002 20:00 |                                                         |       |                               | Stadion: Woudestein, Rotterdam Toeschouwers: 2.465 Scheidsrechter: Ben Haverkort |
| 7 mei 2002 20:00 |                                                         |       |                               | Stadion: Woudestein, Rotterdam Toeschouwers: 2.465 Scheidsrechter: Ben Haverkort |
|                  |                                                         |       |                               |                                                                                  |

## Speelronde 2

### Groep A
|                   |                    |                                                                  |              |                                                                                      |
| 11 mei 2002 19:30 | Cambuur Leeuwarden | 0 – 3                                                            | FC Den Bosch | Stadion: Cambuurstadion, Leeuwarden Toeschouwers: 4.833 Scheidsrechter: Jan Wegereef |
| 11 mei 2002 19:30 |                    | 8' Fabian de Freitas 29' Koen van de Laak 89' (pen.) Jan Michels |              | Stadion: Cambuurstadion, Leeuwarden Toeschouwers: 4.833 Scheidsrechter: Jan Wegereef |
| 11 mei 2002 19:30 |                    |                                                                  |              | Stadion: Cambuurstadion, Leeuwarden Toeschouwers: 4.833 Scheidsrechter: Jan Wegereef |
| 11 mei 2002 19:30 |                    |                                                                  |              | Stadion: Cambuurstadion, Leeuwarden Toeschouwers: 4.833 Scheidsrechter: Jan Wegereef |
|                   |                    |                                                                  |              |                                                                                      |

|                   |       |                                       |                |                                                                            |
| 11 mei 2002 19:30 | Emmen | 0 – 2                                 | RBC Roosendaal | Stadion: Univé Stadion, Emmen Toeschouwers: 3.912 Scheidsrechter: Dick Jol |
| 11 mei 2002 19:30 |       | 10' Geert den Ouden 90' Damien Hertog |                | Stadion: Univé Stadion, Emmen Toeschouwers: 3.912 Scheidsrechter: Dick Jol |
| 11 mei 2002 19:30 |       |                                       |                | Stadion: Univé Stadion, Emmen Toeschouwers: 3.912 Scheidsrechter: Dick Jol |
| 11 mei 2002 19:30 |       |                                       |                | Stadion: Univé Stadion, Emmen Toeschouwers: 3.912 Scheidsrechter: Dick Jol |
|                   |       |                                       |                |                                                                            |

### Groep B
|                   |                   |       |           |                                                                                     |
| 13 mei 2002 20:00 | Sparta Rotterdam  | 1 – 0 | Excelsior | Stadion: Het Kasteel, Rotterdam Toeschouwers: 9.427 Scheidsrechter: Dick van Egmond |
| 13 mei 2002 20:00 | Ousmane Sanou 69' |       |           | Stadion: Het Kasteel, Rotterdam Toeschouwers: 9.427 Scheidsrechter: Dick van Egmond |
| 13 mei 2002 20:00 |                   |       |           | Stadion: Het Kasteel, Rotterdam Toeschouwers: 9.427 Scheidsrechter: Dick van Egmond |
| 13 mei 2002 20:00 |                   |       |           | Stadion: Het Kasteel, Rotterdam Toeschouwers: 9.427 Scheidsrechter: Dick van Egmond |
|                   |                   |       |           |                                                                                     |

|                   |             |                                                                |              |                                                                                         |
| 12 mei 2002 14:30 | FC Volendam | 0 – 4                                                          | ADO Den Haag | Stadion: Veronica Stadion, Volendam Toeschouwers: 2.848 Scheidsrechter: Herman van Dijk |
| 12 mei 2002 14:30 |             | 7' Joeri Petrov 52', 80' Peter Hofstede 65' Emiel van Eijkeren |              | Stadion: Veronica Stadion, Volendam Toeschouwers: 2.848 Scheidsrechter: Herman van Dijk |
| 12 mei 2002 14:30 |             |                                                                |              | Stadion: Veronica Stadion, Volendam Toeschouwers: 2.848 Scheidsrechter: Herman van Dijk |
| 12 mei 2002 14:30 |             |                                                                |              | Stadion: Veronica Stadion, Volendam Toeschouwers: 2.848 Scheidsrechter: Herman van Dijk |
|                   |             |                                                                |              |                                                                                         |

## Speelronde 3

### Groep A
|                   |                       |       |                                                                      |                                                                                      |
| 14 mei 2002 20:00 | FC Den Bosch          | 1 – 4 | RBC Roosendaal                                                       | Stadion: De Vliert, 's-Hertogenbosch Toeschouwers: 4.250 Scheidsrechter: Peter Oskam |
| 14 mei 2002 20:00 | Bart Van den Eede 70' |       | 35', 81' Peter Maseland 50' Geert den Ouden 67' Marcel van der Sloot | Stadion: De Vliert, 's-Hertogenbosch Toeschouwers: 4.250 Scheidsrechter: Peter Oskam |
| 14 mei 2002 20:00 |                       |       |                                                                      | Stadion: De Vliert, 's-Hertogenbosch Toeschouwers: 4.250 Scheidsrechter: Peter Oskam |
| 14 mei 2002 20:00 |                       |       |                                                                      | Stadion: De Vliert, 's-Hertogenbosch Toeschouwers: 4.250 Scheidsrechter: Peter Oskam |
|                   |                       |       |                                                                      |                                                                                      |

|                   |                                                                                         |       |                    |                                                                                 |
| 14 mei 2002 20:00 | Emmen                                                                                   | 5 – 1 | Cambuur Leeuwarden | Stadion: Univé Stadion, Emmen Toeschouwers: 2.512 Scheidsrechter: Roelof Luinge |
| 14 mei 2002 20:00 | Dennis Iliohan 18' Marinus Dijkhuizen 29' Jeffrey de Visscher 53' Paul Weerman 62', 79' |       | 66' Johan Abma     | Stadion: Univé Stadion, Emmen Toeschouwers: 2.512 Scheidsrechter: Roelof Luinge |
| 14 mei 2002 20:00 |                                                                                         |       |                    | Stadion: Univé Stadion, Emmen Toeschouwers: 2.512 Scheidsrechter: Roelof Luinge |
| 14 mei 2002 20:00 |                                                                                         |       |                    | Stadion: Univé Stadion, Emmen Toeschouwers: 2.512 Scheidsrechter: Roelof Luinge |
|                   |                                                                                         |       |                    |                                                                                 |

### Groep B
|                   |                        |       |                       |                                                                                |
| 16 mei 2002 20:00 | ADO Den Haag           | 1 – 2 | Excelsior             | Stadion: Zuiderpark, Den Haag Toeschouwers: 7.109 Scheidsrechter: René Temmink |
| 16 mei 2002 20:00 | Emiel van Eijkeren 19' |       | 44', 86' Steve Olfers | Stadion: Zuiderpark, Den Haag Toeschouwers: 7.109 Scheidsrechter: René Temmink |
| 16 mei 2002 20:00 |                        |       |                       | Stadion: Zuiderpark, Den Haag Toeschouwers: 7.109 Scheidsrechter: René Temmink |
| 16 mei 2002 20:00 |                        |       |                       | Stadion: Zuiderpark, Den Haag Toeschouwers: 7.109 Scheidsrechter: René Temmink |
|                   |                        |       |                       |                                                                                |

|                   |               |       |                                                                   |                                                                                         |
| 16 mei 2002 20:00 | FC Volendam   | 1 – 3 | Sparta Rotterdam                                                  | Stadion: Veronica Stadion, Volendam Toeschouwers: 2.817 Scheidsrechter: Jack van Hulten |
| 16 mei 2002 20:00 | Yuri Rose 90' |       | 52' Kenneth Cicilia 57' Danny Koevermans 66' (e.d.) Carel Bartele | Stadion: Veronica Stadion, Volendam Toeschouwers: 2.817 Scheidsrechter: Jack van Hulten |
| 16 mei 2002 20:00 |               |       |                                                                   | Stadion: Veronica Stadion, Volendam Toeschouwers: 2.817 Scheidsrechter: Jack van Hulten |
| 16 mei 2002 20:00 |               |       |                                                                   | Stadion: Veronica Stadion, Volendam Toeschouwers: 2.817 Scheidsrechter: Jack van Hulten |
|                   |               |       |                                                                   |                                                                                         |

## Speelronde 4

### Groep A
|                   |                                                        |       |                      |                                                                                      |
| 18 mei 2002 19:30 | Cambuur Leeuwarden                                     | 4 – 2 | Emmen                | Stadion: Cambuurstadion, Leeuwarden Toeschouwers: 2.316 Scheidsrechter: Rien Koopman |
| 18 mei 2002 19:30 | Sandor van der Heide 2', 31', 58' Dirk Jan Derksen 48' |       | 5', 57' Frank Broers | Stadion: Cambuurstadion, Leeuwarden Toeschouwers: 2.316 Scheidsrechter: Rien Koopman |
| 18 mei 2002 19:30 |                                                        |       |                      | Stadion: Cambuurstadion, Leeuwarden Toeschouwers: 2.316 Scheidsrechter: Rien Koopman |
| 18 mei 2002 19:30 |                                                        |       |                      | Stadion: Cambuurstadion, Leeuwarden Toeschouwers: 2.316 Scheidsrechter: Rien Koopman |
|                   |                                                        |       |                      |                                                                                      |

|                   |                                         |       |                                                    |                                                                                           |
| 18 mei 2002 19:30 | RBC Roosendaal                          | 2 – 2 | FC Den Bosch                                       | Stadion: Vast & Goed Stadion, Roosendaal Toeschouwers: 4.850 Scheidsrechter: René Temmink |
| 18 mei 2002 19:30 | Henk Vos 11' (pen.) Geert den Ouden 74' |       | 18' Fabian de Freitas 78' (pen.) Bart Van den Eede | Stadion: Vast & Goed Stadion, Roosendaal Toeschouwers: 4.850 Scheidsrechter: René Temmink |
| 18 mei 2002 19:30 |                                         |       |                                                    | Stadion: Vast & Goed Stadion, Roosendaal Toeschouwers: 4.850 Scheidsrechter: René Temmink |
| 18 mei 2002 19:30 |                                         |       |                                                    | Stadion: Vast & Goed Stadion, Roosendaal Toeschouwers: 4.850 Scheidsrechter: René Temmink |
|                   |                                         |       |                                                    |                                                                                           |

### Groep B
|                   |                   |       |                        |                                                                                   |
| 19 mei 2002 14:30 | Excelsior         | 1 – 1 | ADO Den Haag           | Stadion: Woudestein, Rotterdam Toeschouwers: 1.724 Scheidsrechter: Eric Braamhaar |
| 19 mei 2002 14:30 | Thomas Buffel 89' |       | 42' Emiel van Eijkeren | Stadion: Woudestein, Rotterdam Toeschouwers: 1.724 Scheidsrechter: Eric Braamhaar |
| 19 mei 2002 14:30 |                   |       |                        | Stadion: Woudestein, Rotterdam Toeschouwers: 1.724 Scheidsrechter: Eric Braamhaar |
| 19 mei 2002 14:30 |                   |       |                        | Stadion: Woudestein, Rotterdam Toeschouwers: 1.724 Scheidsrechter: Eric Braamhaar |
|                   |                   |       |                        |                                                                                   |

|                   |                             |       |                                             |                                                                              |
| 19 mei 2002 14:30 | Sparta Rotterdam            | 1 – 3 | FC Volendam                                 | Stadion: Het Kasteel, Rotterdam Toeschouwers: 7.638 Scheidsrechter: Dick Jol |
| 19 mei 2002 14:30 | Nourdin Boukhari 20' (pen.) |       | 3', 78' Maurice Buys 26' Cerezo Fung a Wing | Stadion: Het Kasteel, Rotterdam Toeschouwers: 7.638 Scheidsrechter: Dick Jol |
| 19 mei 2002 14:30 |                             |       |                                             | Stadion: Het Kasteel, Rotterdam Toeschouwers: 7.638 Scheidsrechter: Dick Jol |
| 19 mei 2002 14:30 |                             |       |                                             | Stadion: Het Kasteel, Rotterdam Toeschouwers: 7.638 Scheidsrechter: Dick Jol |
|                   |                             |       |                                             |                                                                              |

## Speelronde 5

### Groep A
|                   |                                                                                   |       |                                        |                                                                                        |
| 22 mei 2002 19:00 | FC Den Bosch                                                                      | 5 – 2 | Cambuur Leeuwarden                     | Stadion: De Vliert, 's-Hertogenbosch Toeschouwers: 2.941 Scheidsrechter: Ben Haverkort |
| 22 mei 2002 19:00 | Ties Heldens 27' (e.d.) Mourad Mghizrat 49' Peter Uneken 55', 71' Jan Michels 75' |       | 84' Ruud Berger 90' Dominique van Dijk | Stadion: De Vliert, 's-Hertogenbosch Toeschouwers: 2.941 Scheidsrechter: Ben Haverkort |
| 22 mei 2002 19:00 |                                                                                   |       |                                        | Stadion: De Vliert, 's-Hertogenbosch Toeschouwers: 2.941 Scheidsrechter: Ben Haverkort |
| 22 mei 2002 19:00 |                                                                                   |       |                                        | Stadion: De Vliert, 's-Hertogenbosch Toeschouwers: 2.941 Scheidsrechter: Ben Haverkort |
|                   |                                                                                   |       |                                        |                                                                                        |

|                   |                                         |       |                                            |                                                                                              |
| 22 mei 2002 19:00 | RBC Roosendaal                          | 2 – 2 | Emmen                                      | Stadion: Vast & Goed Stadion, Roosendaal Toeschouwers: 5.000 Scheidsrechter: Jack van Hulten |
| 22 mei 2002 19:00 | Henk Vos 40' (pen.) Geert den Ouden 70' |       | 15' (pen.) Frank Broers 63' Dennis Iliohan | Stadion: Vast & Goed Stadion, Roosendaal Toeschouwers: 5.000 Scheidsrechter: Jack van Hulten |
| 22 mei 2002 19:00 |                                         |       |                                            | Stadion: Vast & Goed Stadion, Roosendaal Toeschouwers: 5.000 Scheidsrechter: Jack van Hulten |
| 22 mei 2002 19:00 |                                         |       |                                            | Stadion: Vast & Goed Stadion, Roosendaal Toeschouwers: 5.000 Scheidsrechter: Jack van Hulten |
|                   |                                         |       |                                            |                                                                                              |

### Groep B
|                   |              |                                                                                         |                           |                                                                                   |
| 22 mei 2002 20:00 | ADO Den Haag | 0 – 1 gestaakt                                                                          | FC Volendam               | Stadion: Zuiderpark, Den Haag Toeschouwers: 7.000 Scheidsrechter: Dick van Egmond |
| 22 mei 2002 20:00 |              | in 29e minuut na herhaald bekogelen van grensrechter Van der Pas met diverse voorwerpen | 13' (pen.) Donny de Groot | Stadion: Zuiderpark, Den Haag Toeschouwers: 7.000 Scheidsrechter: Dick van Egmond |
| 22 mei 2002 20:00 |              |                                                                                         |                           | Stadion: Zuiderpark, Den Haag Toeschouwers: 7.000 Scheidsrechter: Dick van Egmond |
| 22 mei 2002 20:00 |              |                                                                                         |                           | Stadion: Zuiderpark, Den Haag Toeschouwers: 7.000 Scheidsrechter: Dick van Egmond |
|                   |              |                                                                                         |                           |                                                                                   |

|                   |                      |       |                   |                                                                                |
| 22 mei 2002 20:00 | Excelsior            | 2 – 1 | Sparta Rotterdam  | Stadion: Woudestein, Rotterdam Toeschouwers: 3.456 Scheidsrechter: Ruud Bossen |
| 22 mei 2002 20:00 | Steve Olfers 3', 23' |       | 67' Ousmane Sanou | Stadion: Woudestein, Rotterdam Toeschouwers: 3.456 Scheidsrechter: Ruud Bossen |
| 22 mei 2002 20:00 |                      |       |                   | Stadion: Woudestein, Rotterdam Toeschouwers: 3.456 Scheidsrechter: Ruud Bossen |
| 22 mei 2002 20:00 |                      |       |                   | Stadion: Woudestein, Rotterdam Toeschouwers: 3.456 Scheidsrechter: Ruud Bossen |
|                   |                      |       |                   |                                                                                |

## Restant Speelronde 5

### Groep B
|                   |                  |                                          |                         |                                                                                  |
| 24 mei 2002 13:30 | ADO Den Haag     | 0 – 1 gestaakt                           | FC Volendam             | Stadion: Cambuurstadion, Leeuwarden Toeschouwers: 0 Scheidsrechter: René Temmink |
| 24 mei 2002 13:30 | Ferrie Bodde 90' | hervat in 29e minuut bij 0-1 tussenstand | 42' (pen.) Maurice Buys | Stadion: Cambuurstadion, Leeuwarden Toeschouwers: 0 Scheidsrechter: René Temmink |
| 24 mei 2002 13:30 |                  |                                          |                         | Stadion: Cambuurstadion, Leeuwarden Toeschouwers: 0 Scheidsrechter: René Temmink |
| 24 mei 2002 13:30 |                  |                                          |                         | Stadion: Cambuurstadion, Leeuwarden Toeschouwers: 0 Scheidsrechter: René Temmink |
|                   |                  |                                          |                         |                                                                                  |

## Speelronde 6

### Groep A
|                   |                    |                                      |                |                                                                                     |
| 25 mei 2002 19:30 | Cambuur Leeuwarden | 0 – 3                                | RBC Roosendaal | Stadion: Cambuurstadion, Leeuwarden Toeschouwers: 3.276 Scheidsrechter: Ruud Bossen |
| 25 mei 2002 19:30 |                    | 26' Peter Maseland 49', 64' Henk Vos |                | Stadion: Cambuurstadion, Leeuwarden Toeschouwers: 3.276 Scheidsrechter: Ruud Bossen |
| 25 mei 2002 19:30 |                    |                                      |                | Stadion: Cambuurstadion, Leeuwarden Toeschouwers: 3.276 Scheidsrechter: Ruud Bossen |
| 25 mei 2002 19:30 |                    |                                      |                | Stadion: Cambuurstadion, Leeuwarden Toeschouwers: 3.276 Scheidsrechter: Ruud Bossen |
|                   |                    |                                      |                |                                                                                     |

|                   |       |                                          |              |                                                                                  |
| 25 mei 2002 19:30 | Emmen | 0 – 3                                    | FC Den Bosch | Stadion: Univé Stadion, Emmen Toeschouwers: 2.983 Scheidsrechter: Eric Braamhaar |
| 25 mei 2002 19:30 |       | 16', 18' Bart Van den Eede 64' Bas Peijs |              | Stadion: Univé Stadion, Emmen Toeschouwers: 2.983 Scheidsrechter: Eric Braamhaar |
| 25 mei 2002 19:30 |       |                                          |              | Stadion: Univé Stadion, Emmen Toeschouwers: 2.983 Scheidsrechter: Eric Braamhaar |
| 25 mei 2002 19:30 |       |                                          |              | Stadion: Univé Stadion, Emmen Toeschouwers: 2.983 Scheidsrechter: Eric Braamhaar |
|                   |       |                                          |              |                                                                                  |

### Groep B
|                   |                  |       |                                                            |                                                                                   |
| 26 mei 2002 14:30 | Sparta Rotterdam | 1 – 3 | ADO Den Haag                                               | Stadion: Het Kasteel, Rotterdam Toeschouwers: 4.820 Scheidsrechter: Ben Haverkort |
| 26 mei 2002 14:30 | Davy De fauw 75' |       | 45' Emiel van Eijkeren 48' Peter Hofstede 52' Joeri Petrov | Stadion: Het Kasteel, Rotterdam Toeschouwers: 4.820 Scheidsrechter: Ben Haverkort |
| 26 mei 2002 14:30 |                  |       |                                                            | Stadion: Het Kasteel, Rotterdam Toeschouwers: 4.820 Scheidsrechter: Ben Haverkort |
| 26 mei 2002 14:30 |                  |       |                                                            | Stadion: Het Kasteel, Rotterdam Toeschouwers: 4.820 Scheidsrechter: Ben Haverkort |
|                   |                  |       |                                                            |                                                                                   |

|                   |                                       |       |                  |                                                                                     |
| 26 mei 2002 14:30 | FC Volendam                           | 2 – 1 | Excelsior        | Stadion: Veronica Stadion, Volendam Toeschouwers: 3.242 Scheidsrechter: Peter Oskam |
| 26 mei 2002 14:30 | Donny de Groot 50' Reginald Faria 88' |       | 26' John Feskens | Stadion: Veronica Stadion, Volendam Toeschouwers: 3.242 Scheidsrechter: Peter Oskam |
| 26 mei 2002 14:30 |                                       |       |                  | Stadion: Veronica Stadion, Volendam Toeschouwers: 3.242 Scheidsrechter: Peter Oskam |
| 26 mei 2002 14:30 |                                       |       |                  | Stadion: Veronica Stadion, Volendam Toeschouwers: 3.242 Scheidsrechter: Peter Oskam |
|                   |                                       |       |                  |                                                                                     |

## Voetnoten
ADO Den Haag · 
Cambuur Leeuwarden · 
Dordrecht '90 · 
Eindhoven · 
Emmen · 
Excelsior · 
Go Ahead Eagles · 
Haarlem ·
Helmond Sport · 
Heracles Almelo · 
MVV · 
RBC Roosendaal · 
Stormvogels Telstar · 
TOP Oss · 
BV Veendam · 
FC Volendam · 
VVV · 
FC Zwolle
Eredivisie

1960 · 1975 · 1987 · 1988
Eerste divisie

1973 · 1974 · 1975 · 1976 · 1977 · 1978 · 1979 · 1980 · 1981 · 1982 · 1983 · 1984 · 1985 · 1986 · 1987 · 1988 · 1989 · 1990 · 1991 · 1992 · 1993 · 1994 · 1995 · 1996 · 1997 · 1998 · 1999 · 2000 · 2001 · 2002 · 2003 · 2004 · 2005

Vanaf 2006 staan alle competities op 1 pagina.

2006 · 2007 · 2008 · 2009 · 2010 · 2011 · 2012 · 2013 · 2014 · 2015 · 2016 · 2017 · 2018 · 2019 · 2020 · 2021 · 2022 · 2023 · 2024